# Alignement de Lutry
L'alignements de Lutry est un alignement mégalithique situé à Lutry, en Suisse.

## Caractéristiques
L'alignement est constitué de 23 menhirs, répartis en deux segments. À la différence d'autres alignements mégalithiques, les pierres qui le composent sont accolées les unes aux autres, presque sans espacement.
La première partie rassemble 12 menhirs, alignés suivant une ligne est/ouest. Ses pierres mesurent jusqu'à 3 m de haut. La deuxième décrit une courbe orientée vers le sud ; ses membres ne dépassent pas 80 cm.

## Localisation
L'alignement est situé sur la commune de Lutry, dans le canton de Vaud. Il occupe un espace à côté du Parking de la Possession, Rue des Terreaux, sur la rive gauche de la Lutrive, à l'entrée nord du vieux bourg de Lutry.

## Historique
L'alignement a été dressé au Néolithique, entre -4500 et -4000.
Les restes du site ont été découverts le long de la Lutrive en 1984, lors de la construction d'un parking proche. Le monument actuel est une reconstitution, effectuée en 1986 à quelques dizaines de mètres au sud de son emplacement originel.
L'alignement est un bien culturel d'importance régionale.